# Salazar de Las Palmas
Salazar de Las Palmas es un municipio colombiano, ubicado en la región central del departamento de Norte de Santander. El municipio se extiende en los Andes colombianos en un área cercana a los 500 km², bañada por el río Salazar, donde viven en total más de 10 000 personas. La cabecera municipal abarca 0,6 km² y yace a los pies de las montañas a una altitud promedio de 845 m s. n. m. donde se ubican la alcaldía, el hospital Nuestra Señora de Belén,  el parque central, la iglesia de San Pablo, y comercios en general. 
Salazar es llamada la Cuna del café en Colombia, ya que por esta región se introdujo el grano en el país. En este municipio existe la tradición de una aparición mariana atribuida a la Virgen de Belén, se dice que en el año 1671 una nativa indígena de nombre Catalina lavando su ropa en un arroyo se topó con un lienzo que flotaba en el aguas, lo tomó y lo colocó en una piedra para secarlo, al mirarlo apareció una imagen de María, este evento y otros posteriores fueron catalogados milagrosos, por tal razón, es un lugar de peregrinación religiosa y un sitio turístico del departamento.

## Toponimia
Según el cronista de Indias Fray Pedro Simón en su texto "Noticias de la conquista tierra firme", esta nueva fundación se llamó Salazar de las Palmas por las muchas que había en el sitio donde se pobló. Pero el historiador Luis Febres Cordero en su libro " Del antiguo Cúcuta" dice que: "El nombre de la población fundada, tercera en antigüedad entre las que forman el Norte de Santander se debe a que el fundador quiso sintetizar su agradecimiento al célebre Oidor Alonso Pérez de Salazar, oficioso protector y consejero que abrevió el despacho de sus diligencias de conquistador en Santafé".
Una tercera teoría sobre el origen del nombre dice que en ese momento histórico, hoy llamado río Salazar, era nombrado río de las Palmas, nombre que le había dado el capitán Diego Montes.

## División Político-Administrativa
Además de su Cabecera municipal. Salazar de Las Palmas tiene bajo su jurisdicción los siguientes Centros poblados:
- El Carmen de Nazareth
- El Salado
- La Laguna
- San José de Ávila

## Reseña histórica
Aniquilados los indígenas Chitareros, las condiciones para una verdadera colonización en esa parte del territorio de la Nueva Granada estaban dadas.
El capitán Alonso Esteban Rangel logró que le mandaran desde la Real Audiencia de Santa Fe la cédula del 27 de febrero de 1583 para que procediera de conformidad, es decir " a suscrita mención, a la fundación de una ciudad", la cual llevó a cabo el 4 de noviembre de 1583.
En cuanto al fundador, el historiador Matos Hurtado, dice: " El capitán Alonso Esteban Rangel, natural de Extremadura (España) y del valiente conquistador Antón Esteban Rangel, uno de los fundadores de Pamplona y San Cristóbal, y quien fue víctima de la antropofagia de los indios. Muerto su padre heredó las valiosas encomiendas y después fundó a Salazar".
El fundador de Salazar de las Palmas viene a ser por línea paterna, bisabuelo de la fundadora de San José de Cúcuta.

## Geografía

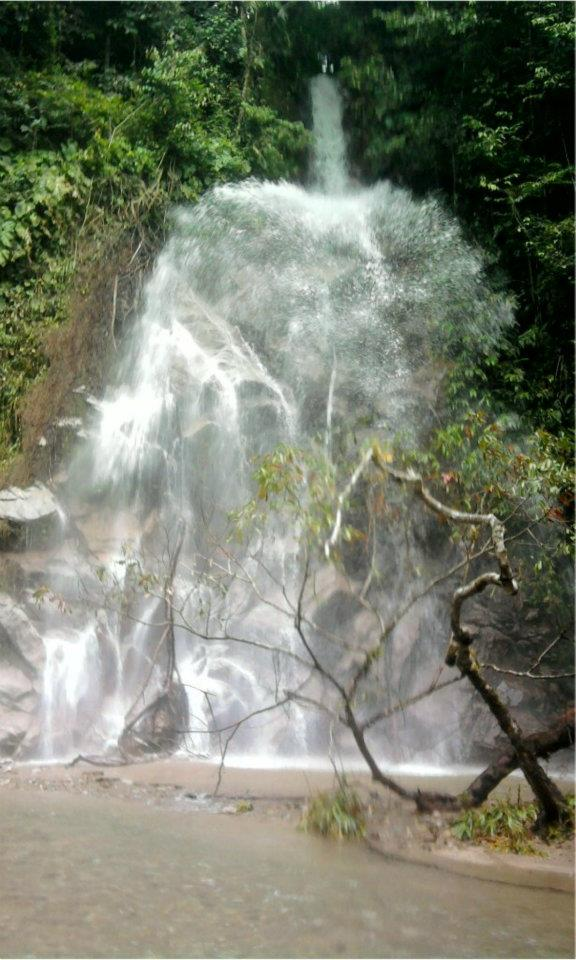
Cascada las Mandingas.

Salazar de las Palmas forma parte de la Subregión Centro del Departamento Norte de Santander. Está incorporado en el corredor turístico que cubre la Subregión Centro e inmerso dentro de la denominada Zona de Integración Fronteriza, vinculada con la República Bolivariana de Venezuela en los diferentes ámbitos sociales y económicos.
Salazar de las Palmas tiene una superficie aproximada de 493.44 km² equivalentes al 2.2 % de la superficie referenciada para el Departamento que es de 21.679 km²
Según la superficie, el Municipio ocupa el puesto N.º 14 dentro de los Municipios del Norte de Santander. Se reseñan con mayor superficie que Salazar, los municipios: El Zulia (537 km²), Cáchira (6 km²), El Tarra (6 km²), La Esperanza (6 km²), Convención (7 km²) Teorama (8 km²), Cúcuta (1,1 km²), Abrego (1,3 km²), El Carmen (16 km²), Chitagá (1,2 km²), Sardinata (1,4 km²) Toledo (1,4 km²) Tibú (2,696 km²).
El Perímetro del Municipio es de 124,8 km distribuidos así: 22,43 con Gramalote; 26,7 km con Villacaro; 38,37 km con Arboledas; 12,5 km con Santiago; 8 km con Durania; 16,8 km con Cáchira.
Salazar de Las Palmas está compuesto por la Cabecera Municipal, tres (3) Centros Suburbanos y cuarenta y nueve veredas (49).
En el municipio de Salazar de las Palmas afloran rocas ígneas y metamórficas del basamento y una secuencia sedimentaria cuyas edades van desde el Cretáceo Medio hasta el Terciario Superior.
Una gran parte del municipio (más de seis mil hectáreas) forma parte del Páramo de Santurbán, fuente hídrica para Norte de Santander. Dentro de este Páramo y el Bosque Andino colindante se ubica el parque natural regional Santurbán - Salazar de las Palmas, un área protegida de 19.088 hectáreas, cual abarca grandes parte de las veredas La Amarilla, Pomarrosos, Campo Nuevo Sur, Quebrada Honda-Laureano Gómez, Batatal, Sanguino, Los Andes y Santa Rosa.

## El municipio

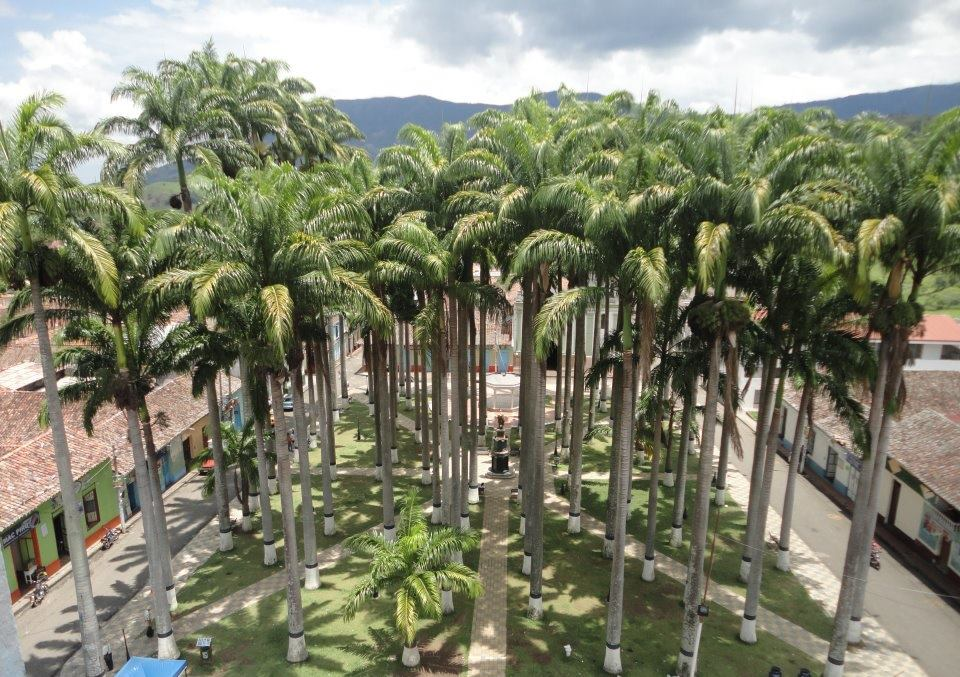
Parque Cinera.

El municipio es un importante polo turístico del nororiente Colombiano, atrae miles de turistas nacionales y extranjeros principalmente de Venezuela, el municipio cuenta con una cultura e historia muy extensa tanto así como para narrarse la llegada del libertador Simón Bolívar y el hospedaje del mismo en el municipio.
Multitud de mitos y leyendas forman parte de la cultura salazareña, tales como Juana naranja que narra la historia de una jovencita que se bañaba en un pozo y vio como bajaba una naranja de oro, entonces esta chica se lanzó al agua por la naranja y nunca más se volvió a saber de ella.Hoy en día el pozo se conoce como "Pozo Juana Naranja" en honor a la leyenda
Salazar de las Palmas posee una arquitectura colonial muy grande, casonas con casi 500 años. El modernismo no ha hecho que los locales olviden su historia ni mucho menos su cultura.

## Economía
La economía del municipio depende principalmente del cultivo del café, tabaco y bananos, también considerablemente del turismo, siendo uno de los municipios más turísticos del país por recibir multitud de extranjeros, principalmente venezolanos en sus extensas montañas y quebradas.
- Producción agrícola en renglones como el café, frutales y cacao.
- Producción pecuaria como los bovinos, porcinos y aves de corral.
- Carbón.

## Festividades
- Enero y septiembre, Virgen Nuestra Señora de Belén
- Junio 28, 29 y 30, San Pedro y San Pablo, Festividades del municipio.

## Sitios turísticos
Lugar donde apareció Nuestra Señora de Belén, que es llamado los siete chorros, Capilla de la Virgen de Belén, Templo San Pablo, Parque Cinera, Estatua en bronce del Cacique Ciñera, Diferentes balnearios: Pozo Juana Naranja, los Pomarrosos, el puente de San jacinto, el Burbujas, Pozo Negro, Base militar Los Alpes, Cascada las Mandingas, Hotel Juana Naranja, parque natural regional Santurbán - Salazar de las Palmas.